# Unisphere
El Unisphere (que podría traducirse como Uniesfera o Unisferio) es una estructura esférica que representa al planeta Tierra. Está ubicada en el parque Flushing Meadows-Corona en la ciudad de Nueva York (distrito de Queens).

## Historia
Concebido como el elemento central de la feria mundial de 1964, fue donado por la corporación del acero de Estados Unidos como símbolo de la «paz mediante el entendimiento», el eslogan de la feria. Construida en aproximadamente 5 meses, fue sometida a un proceso de renovación, el cual sucedió entre 1993 y 1994.

## Estructura
El Unisphere es un globo terráqueo hecho de acero inoxidable que mide 43 metros de alto, tiene un diámetro de 37 metros y pesa 700.000 libras (320.000 kilogramos).
La estructura está rodeada de un grupo de fuentes que aparentemente ocultan el pedestal, de modo que el Unisphere parezca que está flotando en el espacio.
El globo está rodeado por 3 anillos de acero que se cree representan las rutas orbitales del cosmonauta soviético Yuri Gagarin (primer ser humano en el espacio), el astronauta estadounidense John Glenn y el satélite de comunicaciones Telstar.

## En la actualidad
- La estructura es visible desde algunas vías importantes cercanas como LIE, Grand Central y Van Wyck, así como a los pasajeros en los aeropuertos La Guardia y JFK.[2]
- Sus alrededores son un popular sitio para aficionados al Skateboard.[3]

## Ícono cultural
- El Unisphere es el símbolo no oficial del borough de Queens.
- Apareció en la película Hombres de Negro (en la escena en que un OVNI lo atravesaba mientras caía).
- Fue el punto de meta de la primera temporada del reality estadounidense The Amazing Race.
- Los miembros del grupo musical inglés Depeche Mode aparecen retratados bajo él en el interior del libreto del disco Sounds of the Universe
- Aparece en la película Iron Man 2 como parte de la infraestructura de la Expo Stark

## Galería

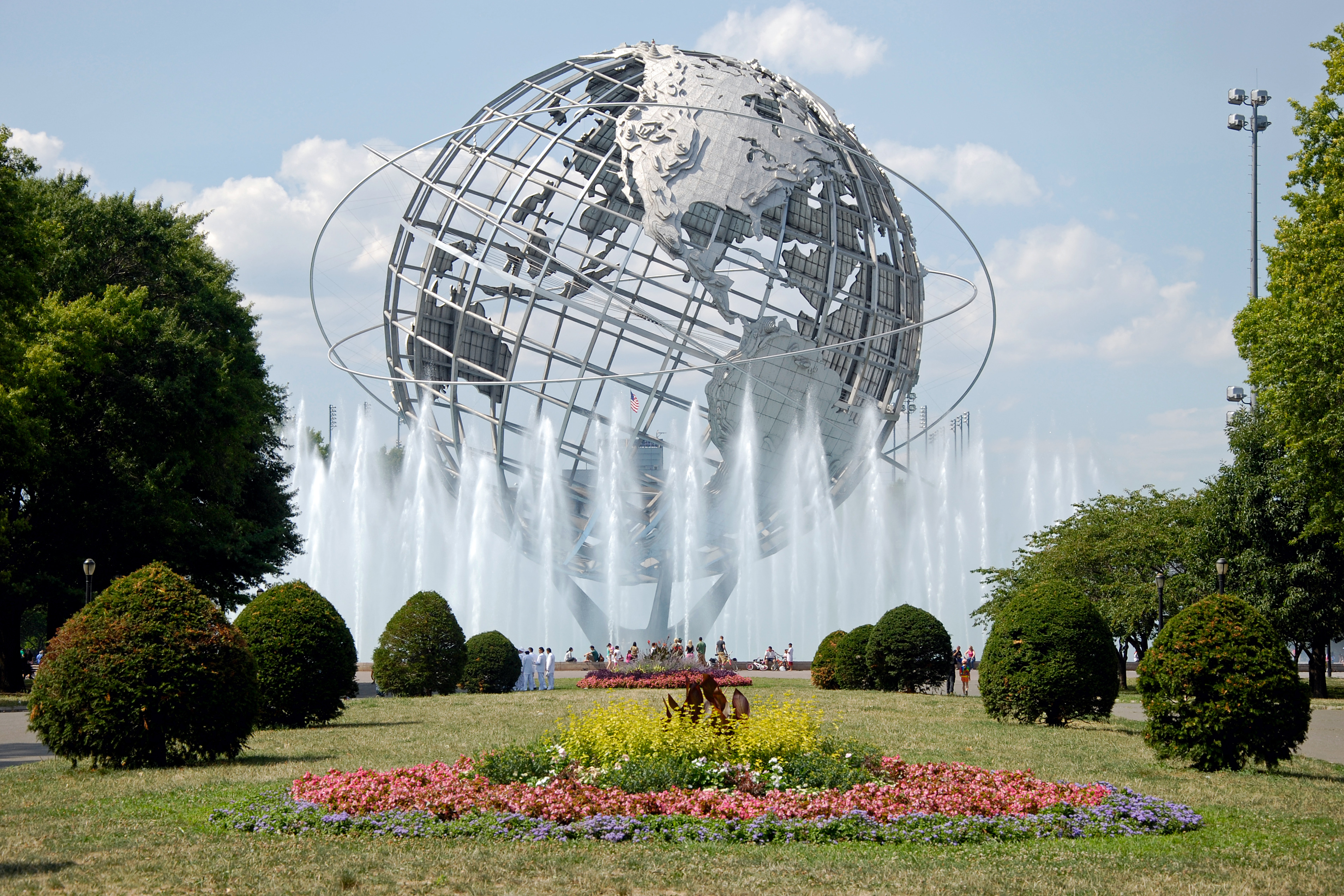
El Unisphere en 2010
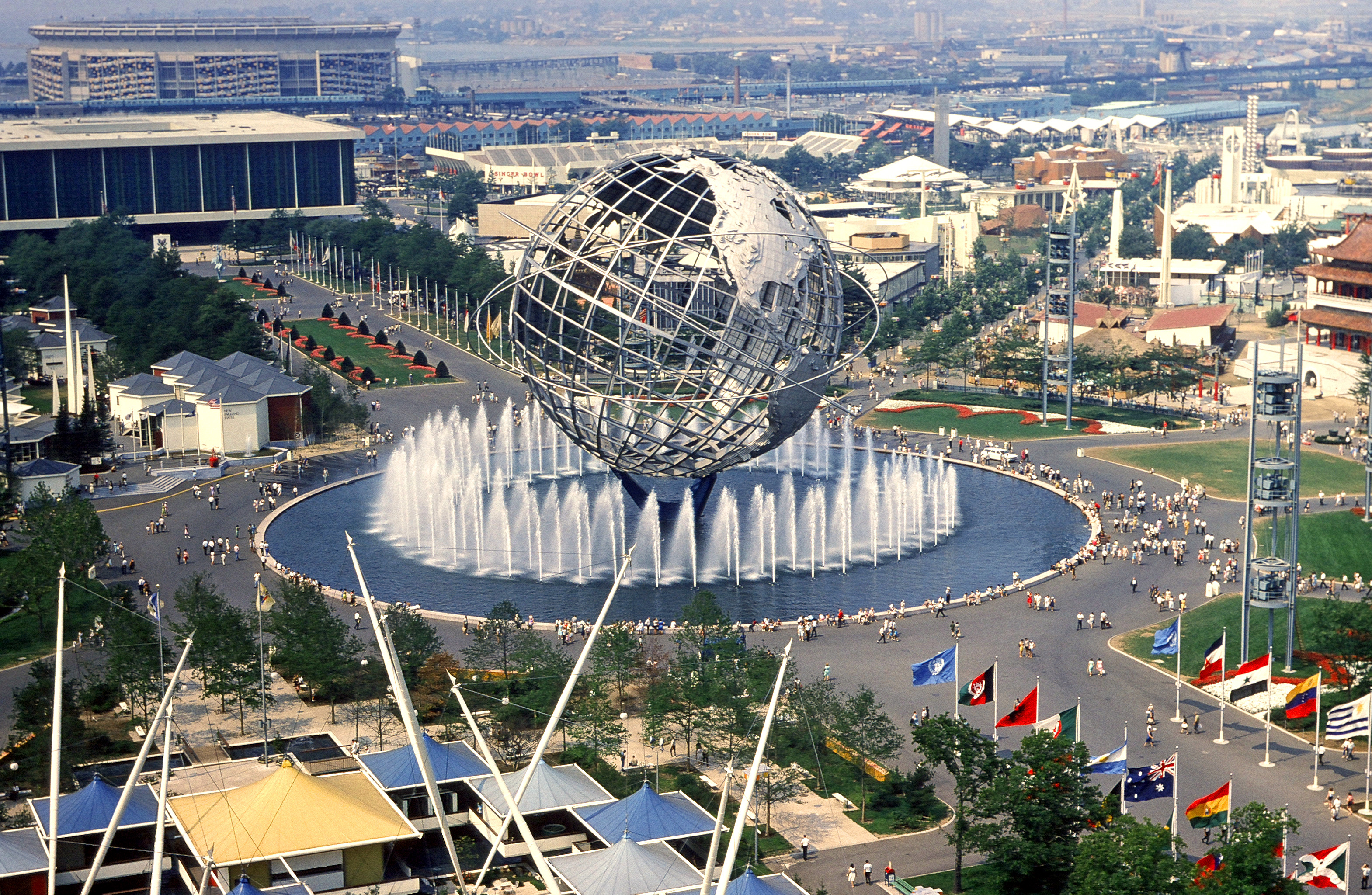
Una vista de la feria mundial de 1964, con el Unisphere en el centro de la imagen.